# 김도연 (1978년)
김도연(1978년 3월 26일 ~ )은 대한민국의 배우이다.

## 학력
- 부산예술대학교 연극영화과

## 연기 활동

### 영화
- 2002년 《마고》 ... 구름의 정령 역
- 2005년 《몽정기 2》 ... 탱고 댄스팀 역
- 2005년 《간 큰 가족》 ... 신문기사 여배우 역
- 2005년 《마지막 밥상》 ... 딸 역
- 2006년 《구세주》 ... 교무과 여학생 2 역
- 2006년 《다세포 소녀》 ... 여자 조폭/최후의 순진 소녀 역
- 2006년 《신데렐라》 ... 친구 1 역
- 2006년 《천하장사 마돈나》 ... 뚱녀 종업원 역
- 2006년 《가문의 부활: 가문의 영광 3》 - 미팅녀 1 역
- 2006년 《애정결핍이 두 남자에게 미치는 영향》 ... 미스 양 역
- 2006년 《싸이보그지만 괜찮아》 ... 간호사 역
- 2006년 《미녀는 괴로워》 ... 타투이스트 역
- 2007년 《바람 피기 좋은 날》 ... 노래교실 회원 1 역
- 2007년 《눈부신 날에》 ... 동주 처 역
- 2007년 《두 사람이다》 ... 김미주 역
- 2007년 《싸움》 ... 지인 5 역
- 2008년 《우리 생애 최고의 순간》 ... 종미 역
- 2008년 《아기와 나》 ... 포동녀 역
- 2009년 《슬픔보다 더 슬픈 이야기》 ... 작가 1 역
- 2009년 《불신지옥》 ... 유치장 여 역
- 2009년 《날아라 펭귄》 ... 박미영 역
- 2009년 《내 눈에 콩깍지》 ... 승무원 3 역
- 2009년 《청담보살》 ... 승원 여동생 역
- 2010년 《주유소 습격 사건 2》 ... 들배지기 회상녀 3 역
- 2010년 《육혈포 강도단》 ... 슈퍼 직원 역
- 2011년 《꼭 껴안고 눈물 핑》 ... 숙현 역
- 2011년 《로맨틱 헤븐》 ... 천국 사람 2 역
- 2011년 《위험한 상견례》 ... 윤숙 역
- 2013년 《아티스트 봉만대》 ... 분장팀 역
- 2013년 《공범》 ... 심준영 역
- 2014년 《마담 뺑덕》 ... 여관주인 역
- 2015년 《위험한 상견례 2》 ... 박영숙 역
- 2016년 《고산자, 대동여지도》 ... 주모 역
- 2017년 《보안관》 ... 박 순경 역

### 드라마
- 2006년 KBS2 수목 미니시리즈 《투명인간 최장수》
- 2007년 MBC 아침 일일연속극  《내 곁에 있어》
- 2007년 슈퍼액션 《도시괴담 데자뷰 2》
- 2008년 KBS2 《드라마시티 - 비밀, 당신만 모르는》
- 2008년 SBS 《온에어》 ... 체리의 코디네이터 역
- 2009년 MBC 《내조의 여왕》
- 2009년 KBS1 《다함께 차차차》
- 2010년 tvN 《막돼먹은 영애씨》 ... 김도연 역
- 2011년 KBS2 《구미호:여우누이뎐》
- 2011년 KBS1 《우리집 여자들》 ... 김 주임 역
- 2012년 KBS1 《산 너머 남촌에는》 ... 정윤희 역
- 2012년 KBS1 《별도 달도 따줄게》 ... 오방숙 역
- 2012년 SBS Plus 《풀하우스 TAKE 2》 ... 한가련 역
- 2014년 tvN 《꽃할배 수사대》 ... 미용사 역
- 2015년 KBS2 《그래도 푸르른 날에》 ... 향숙 역
- 2015년 MBC 드라마넷 《나의 유감스러운 남자친구》 ... 오미란 역
- 2016년 KBS2 《내 마음의 꽃비》 ... 정기순 역
- 2016년 네이버TV 《천년째 연애중》 ... 피오나 역
- 2017년 KBS2 《그 여자의 바다》 ... 윤달자 역
- 2017년 tvN 《크리미널 마인드》 ... 황윤아 모 역
- 2018년 iHQ DRAMA & MBN 《마성의 기쁨》 ... 공진단 역
- 2018년 SBS 《복수가 돌아왔다》 ... 홍정혜 역
- 2019년 KBS2 《우아한 모녀》 ... 차미연의 감방동기 역
- 2021년 KBS2 《안녕? 나야!》 ... 차미자 역
- 2021년 SBS 《모범택시》 - 최종숙 역
- 2022년 tvN 《킬힐》 ... 김수완 역
- 2023년 SBS 《모범택시 2》 - 최종숙 역
- 2023년 MBC 《조선변호사》 - 백 씨 역
- 2023년 JTBC 《이 연애는 불가항력》 - 헬로(도민훈) 모 역 (특별출연)